# آدم هیز در ساحل
آدم هیز در ساحل (فرانسوی: L'Indiscret aux bains de mer‎) یک فیلم صامت فرانسوی به کارگردانی ژرژ ملی‌یس است که در سال ۱۸۹۷ منتشر شد.